# 後愚昧記
『後愚昧記』（ごぐまいき）は、南北朝時代の公卿・三条公忠の日記。『公忠公記』（きんただこうき）・『後押小路内府記』（のちのおしのこうじだいふき）とも。

## 概要
記名は、公忠の7世の祖・三条実房の日記『愚昧記』に因む。記録期間は、内大臣在職中の延文6年（1361年）1月から薨去4か月前の永徳3年（1383年）8月までの約22年間に及び、この間に貞治元年（1362年）・同4年（1365年）・永和元年（1375年）・康暦2年（1380年）の4年分を欠くが、かなりの部分が伝存している。
内容は日次記とそれに附帯する文書類から成る。日次記は朝儀･法会に関する記事を中心に、公武の政治情勢・思想状況や歌壇の様子などさまざまな情報を伝え、『愚管記』･『師守記』とともに、北朝後期の公家社会を知る上で貴重な史料である。また、公忠は有職故実について洞院公定･久我具通ら諸家と取り交わした書状を保存していたため、それらの原本や写本が日次記とともに伝来する。特に勧修寺経顕との往復書状は諮問抄と題され、独立した書物として扱われる場合もある。
自筆原本は全て巻子装（縦30.1cm）で、その大部分に当たる30軸（日次記13軸･文書15軸･他記2軸）が東京大学史料編纂所に所蔵され、一括して重要文化財に指定されている他、1軸が陽明文庫に（重文）、断簡が宮内庁書陵部・尊経閣文庫に所蔵される。日次記の料紙は、前年の仮名暦や消息・詠草の反故紙の裏を利用したものが多いが、当年の具注暦に直接記入している巻もある。写本としては、史料編纂所の21冊本、内閣文庫の22冊本・29冊本、京都大学の菊亭本17冊･平松本28冊、書陵部の葉室本34冊、陽明文庫の32冊本、静嘉堂文庫の16冊本、水戸彰考館の12冊本、岩瀬文庫の19冊本、東京国立博物館の37冊本を始め、諸本が多く伝存しているが、その間に内容の出入りが少なくない。刊本は、史料編纂所の編集にかかる『大日本古記録』に翻刻が収録され（全4冊完結）、岩波書店から出版されている。